# 卡利馬 (考卡河谷省)
卡利馬（西班牙語：Calima）是哥倫比亞考卡河谷省的城鎮，位於該國西部，距離首府卡利100公里，始建於1912年，面積1,154平方公里，海拔高度1,211米，2005年人口15,111。
3°55′N 76°40′W / 3.917°N 76.667°W